# 杨大伦
杨大伦（1921年3月1日—2009年2月4日），男，河北省获鹿县人，中国人民解放军空军开国大校，曾任空军后勤部政治委员、济南军区空军副政治委员。

## 生平
1921年出生于河北省获鹿县西土门村的农民家庭。1936年考入河北保定省立第六中学。1937年七七事变后辍学回家。1938年6月和同学相伴在获鹿县西南山里投奔抗日队伍，参加了河北民军，后又投奔八路军，11月入甘肃省庆阳县抗日军政大学分校学习，不久转移至晋东南抗日军政大学一分校学习。1939年2月加入中国共产党。同年9月毕业后分配到一二九师冀南军区一分区政治部组织股任干事。1940年7月，任一二九师新编第九旅二十五团一营代理教导员、副教导员，三营教导员。同年参加百团大战，负责破坏衡水以东、德州以西的铁路。1941年7月，任冀南军区六分区政治部敌工科副科长。1943年5月，任四分区治安军工作队队长。同年7月，任七分区（鲁西北）政治部敌工科科长。1945年抗日战争胜利后，调东北工作。1945年11月，任辽宁省法库县保安团政治委员，县大队副政治委员兼县委副书记。1946年6月，任辽吉军区二十五团政治委员。1947年3月受伤住院治疗，失去右臂。同年7月出院后，历任辽吉军区一分区后勤部政治委员、一分区政治部副主任。1948年8月，任辽吉军区独立十三师政治部副主任。1949年2月，任东北民主联军航空学校二大队副政治委员、政治委员。
1949年中华人民共和国成立后，历任中国人民解放军空军第三航空学校政治部副主任、主任，副政治委员、政治委员。1960年4月，任空军第三军副政治委员（驻辽宁省大连市）。1963年7月，任空军第三军政治委员。1970年，任沈阳军区空军副政治委员。1972年9月，任中国人民解放军空军后勤部政治委员。1978年2月后，历任兰州军区空军副政治委员、济南军区空军副政治委员。1987年3月离休。晚年用左臂练习书法，居住在北京市朝阳区东直门外大街春秀路太平庄10号院空军干休所11号楼。2009年2月4日在北京逝世。

## 军衔
- 空军大校（1955年9月）

## 荣誉
- 二级独立自由勋章（1955年）
- 二级解放勋章（1955年）
- 独立功勋荣誉章（1988年）